# 2009. november 10-i brazíliai és paraguayi áramszünet
A 2009. november 10-i áramszünet egy áramkimaradás volt Brazília egy részén, illetve Paraguayban. Az áramszünet csak Brazíliában 60 millió embert érintett.

## Előzmények
Egy vihar elérte a dél-amerikai Paraná folyón levő Itaipu-gátat. A heves esőzések és az erős szél három transzformátor rövidzárlatát okozta egy kulcsfontosságú nagyfeszültségű távvezetéken, ami elvágta a vezetéket a hálózattól, és automatikusan 14 GW veszteséget, valamint az Itaipu-gát 25 éves történetében először a gát leállását okozta.

## Az áramszünet
Az áramkimaradás, amely a brazil hatóságok szerint az ország 26 államából tizennyolcat érintett, olyan városokban okozott káoszt, mint São Paulo, Rio de Janeiro, Belo Horizonte, Campo Grande és Vitória. A rendőrség az összes egységét kiküldte az utcákra, hogy fenntartsák a rendet és ne törjön ki a pánik.
A BBC Sao Paulói tudósítója, Gary Duffy szerint az áramszünet akkor történt, amikor milliók nézték az ország népszerű szappanoperáját a tévében. Hozzátette, hogy a városban az áramkimaradások gyakoriak, de az energiakimaradás nagysága figyelemre méltó volt.
Rio de Janeiro és São Paulo metrórendszerei leálltak, így sok utas lent ragadt. Több ezer metróutasnak kellett a föld alatt sétálnia, hogy eljussanak a munkahelyükre. Sem a közlekedési lámpák, sem az utcai lámpák nem működtek, ami a forgalmat leállította vagy lassította. A légi közlekedésben fennakadásokat okozott mivel nem tudtak se fel, se leszállni a gépek.
A paraguayi villamosenergia-ellátás, amely kettéosztja az Itaipu-gátból termelődő energiát, rövid időre megszakadt így Paraguay 15 percre sötétségbe borult.

### Következmények
A Slashdot és a 60 Minutes szerint a kiesés a hackerek munkája volt. 2010 decemberében azonban a Wikileaks kiadott egy amerikai diplomáciai közleményt, amelyben az állt, hogy ez nem hackerek munkája volt. A közlemény azt is jelentette, hogy ez a brazil villamosenergia-fogyasztás (28 ezer megawatt) - 45 százalékos veszteséget jelentett, és a becslések szerint 87 millió lakos maradt áram nélkül. A gát igazgatója elmondta, hogy a gát elvesztette teljes hidroelektromos teljesítményét. Ez a jelentés még azt is kijelentette, hogy az áramszünet São Paulo-ban volt a leghosszabb: 6 óra, és részletekbe menően összegzi a jelentéseket arról, hogy milyen hibák okozták a kiesést. A felülvizsgálat alapos volt, és a spekuláció alapja, nagyrészt a Rio De Janeiro legutóbbi bejelentésének köszönhető, amiben kijelentették hogy ők a 2016-os nyári olimpia szervezői.
Luiz Inácio Lula da Silva elnök vészhelyzeti bizottságot szervezett, hogy feltárja az áramkimaradást. Az áramkimaradás politikai megmozdulást is kiváltott, ezért az energiaügyi minisztert a kongresszus elé állították.

### Nagy gát
A villamosenergia-ellátás kérdése Brazíliában politikailag érzékeny, a néhány évvel ezelőtti súlyos áramkimaradás után, amely az ország nagy részén energiahiányt okozott. A kormány arra fog törekedni, hogy megállapítsa, hogy ez a megrázkódtatás, amely megzavarta brazilok millióinak életét, nem okozott semmiféle nagyobb problémát.
A legutóbbi áramkimaradás szintén hatással volt Minas Gerais és Espirito Santo délkeleti államaira, Mato Grosso do Sul délnyugati államaira, Goias központi államára és Brazília szövetségi kerületére, bár a fővárost nem érintette.
Az Itaipu-gát az energiaszükséglet 20%-át adja Brazília számára. Paraguayban, ahol a villamosenergia 90%-át az Itaipu-gát termeli meg, az egész ország 15 percig elsötétedett.

## Helyszínek

### Paraguay
Az Itaipu-gát Paraguay és Brazília osztozik. Közvetlenül a gát meghibásodását követően Paraguay másik nagy erőművéhez, az argentin határon fekvő Yacyretá-gáthoz vezető összekötő vezetékek is meghibásodtak. Az áramkimaradás az ország egész területét érintette.

### Brazília

A térkép, amelyen az üzemzavar által érintett brazíliai államok láthatók Piros: Teljesen érintett területek
Világos piros: Részlegesen érintett területek

Az alábbi térképen az üzemzavar által érintett brazíliai államok láthatók:
- Teljesen érintett államok:
- Sao Paulo
- Rio de Janeiro
- Mato Grosso do Sul
- Espírito Santo
- Részben érintett államok:
- Rio Grande do Sul
- Santa Catarina
- Paraná
- Minas Gerais
- Mato Grosso
- Goiás
- Rondônia
- Acre
- Bahia
- Sergipe
- Alagoas
- Pernambuco
- Paraíba
- Rio Grande do Norte